# トラン空港
トラン空港（トランくうこう、タイ語 : ท่าอากาศยานตรัง、英語 : Trang Airport ）は、タイ王国南部、トラン県ムアントラン郡コークロー町にある空港。

## 施設
滑走路は08/26方向に2,100 m (6,890 ft) の長さのものが1本ある。誘導路は無く航空機は滑走路の両端で折り返す。

## 就航航空会社と就航都市
国内線
| 航空会社             | 就航地                     |
| -------------------- | -------------------------- |
| タイ・エアアジア     | ドンムアン空港（バンコク） |
| ノックエア           | ドンムアン空港（バンコク） |
| タイ・ライオン・エア | ドンムアン空港（バンコク） |